# Danse-thérapie
La danse-thérapie est une méthode de soin qui utilise la danse comme objet médiateur dans la relation thérapeutique.

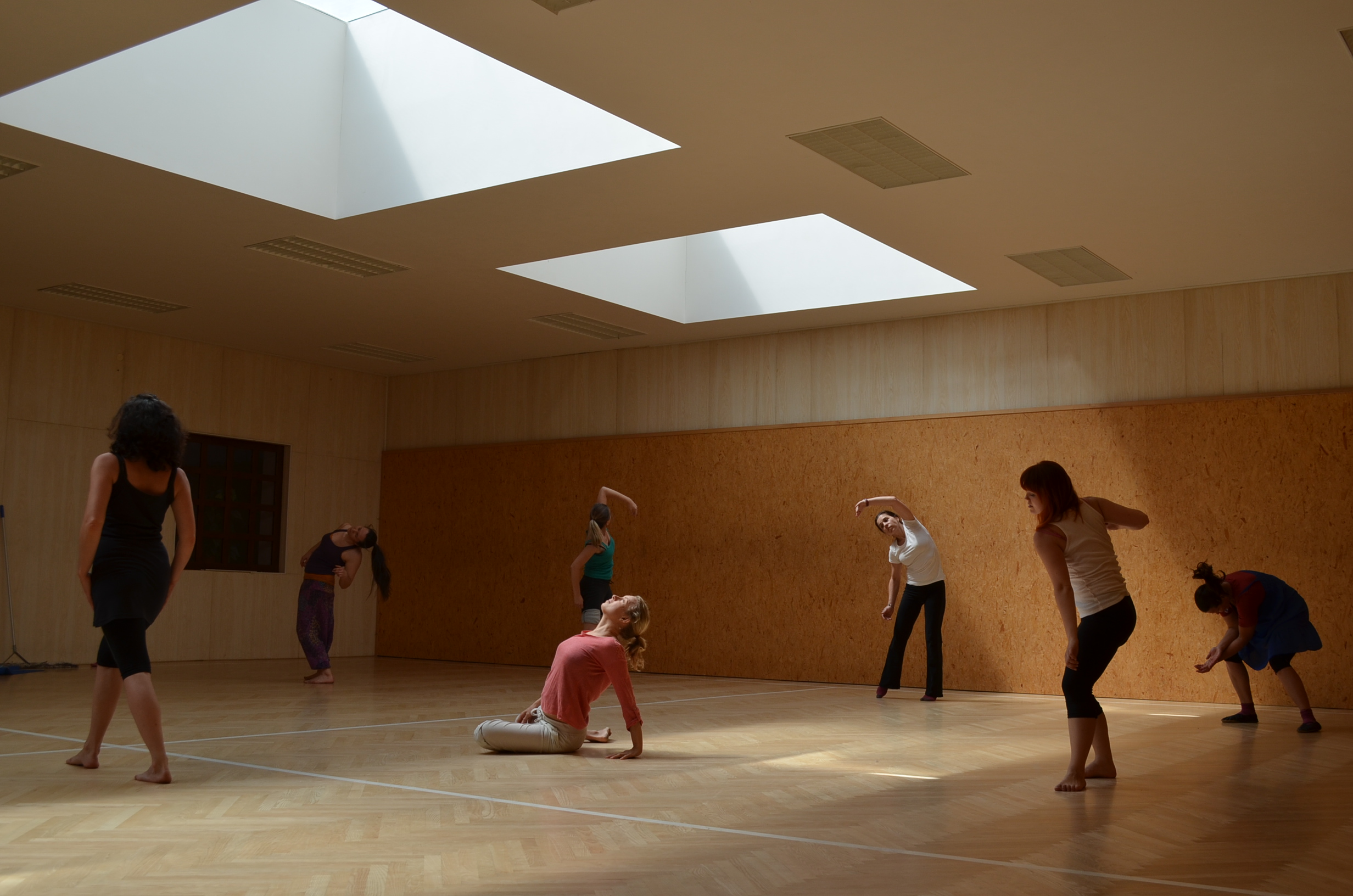
Danse-thérapie et art-thérapie.

## Origine et principes
La danse-thérapie trouvent son origine dans différentes disciplines. La première de ces disciplines est bien entendu la danse. Cette expression artistique ancienne, très codifiée à certaines époques, a renoué fortement au XXe siècle avec  le désir d’expression individuelle, notamment à l’instar d’Isadora Duncan, et des danseurs et pédagogues américains qui ont suivi comme Ruth Saint Denis, Martha Graham, etc.. La danse expressionniste qui émerge en Allemagne avec Mary Wigman ou Hanya Holm a également une influence majeure, ainsi que les travaux sur le mouvement de Rudolph Laban, danseur, chorégraphe, pédagogue et théoricien de la danse.
Les pionniers de la danse-thérapie élaborent leur démarche en exploitant ces apports, et en les croisant avec des enseignements davantage rattachés à la psychologie, tels que la psychothérapie, et quelquefois la psychanalyse. C’est une conjonction de réflexions se rapportant à la fois au corps , aux processus mentaux, et à l’interaction entre le corps et l’esprit.
La thérapie par la danse vise à améliorer l’intégration sociale, ainsi que la dynamique relationnelle. Grâce à cette forme de thérapie, les pratiquants acquièrent un sens plus profond de la conscience de soi à travers un processus méditatif qui implique le mouvement et la réalisation de leur corps. Cette thérapie est différente des autres formes de traitement de réadaptation parce qu'elle permet l'expression créative et qu'elle est plus holistique, c'est-à-dire qu'elle a l’ambition de traiter la personne dans son ensemble, corps et esprit.

## Historique
Marian Chace (en) est une des fondatrices de la danse-thérapie, s’intéressant à la danse comme démarche créatrice pour associer psychisme, éveil de soi et mouvement. Elle travaille dans des établissements hospitaliers de New York. Puis elle crée, en 1965, l’association de la danse-thérapie américaine.
Un deuxième pôle est issue de l’émigration aux États-Unis de danseuses allemandes, fuyant le nazisme, imprégnées de l’évolution de la danse en Allemagne mais aussi des travaux théoriques de Rudolf Laban sur le mouvement. Il s’agit notamment de Lilyan Espenak ou encore de Irmgard Bartenieff. Rudolf Laban approfondie également ses réflexions théoriques en Angleterre, où il s’est réfugié après avoir quitté l’Allemagne, à la même époque, en s’intéressant par exemple aux malades atteints de troubles psychomoteurs. Ces deux pôles se côtoient dès les années 1940 sur la côte est américaine,.
Sur la côte ouest, un troisième pôle se constitue  autour de Trudi Schoop (en) et de Mary Whitehouse, dans les années 1950,. Mary Whitehouse, influencée par les travaux de Carl Gustav Jung, introduit dans la danse-thérapie le concept de mouvements authentiques, issus de l’inconscient. C'est une deuxième vague de développement de la danse-thérapie. Les approches inspirées de la psychologie analytique sur les mouvements authentiques, ne font pas, pour autant, l’unanimité.
À partir des années 1960, divers centres de formations se consacrant à la danse-thérapie se constituent aux États-Unis et en Europe. En Argentine, la danseuse Maria Fux a développé sa propre méthode de danse-thérapie et l'a diffusée en Amérique du Sud et en Europe.